# Побужье (деревня)
Побужье (бел. Пабужжа) — деревня в Ветковском горсовете Ветковского района Гомельской области Белоруссии.
В результате катастрофы на Чернобыльской АЭС и радиационного загрязнения жители (12 семей) переселены в 1992 году в чистые места.
Кругом лес.

## География

### Расположение
В 9 км на северо-восток от Ветки, 31 км от Гомеля.

## Транспортная сеть
Рядом автодорога Светиловичи — Гомель. Жилые дома деревянные усадебного типа вдоль просёлочной дороги.

## История
По письменным источникам известна с XVIII века. В 1722 году слобода в составе поместья Хальч в Речицком повете Минского воеводства Великого княжества Литовского.
После 1-го раздела Речи Посполитой (1772 год) в составе Российской империи, в Ветковской волости Белицкого, с 1852 года Гомельского уезда Могилёвской губернии. В 1859-61 годах действовала смолярно-скипидарное предприятие (29 рабочих). Хозяева фольварка имели в 1877 году 4520 десятин земли.
В 1919 году создана артель «Побужская». В 1926 году в Беседском сельсовете Ветковского района Гомельского округа. Значительную часть жителей составляли евреи (в 1929 году 15 семей). В 1929 году организован совхоз «Социализм». 9 жителей погибли на фронтах Великой Отечественной войны. В 1959 году входила в состав совхоза «Хальч» (центр — деревня Хальч).

## Население

### Численность
- 2010 год — жителей нет.

### Динамика
- 1897 год — 18 дворов, 117 жителей (согласно переписи).
- 1926 год — 28 дворов, 138 жителей.
- 1959 год — 80 жителей (согласно переписи).
- 1992 год — жители (12 семей) переселены.